# Nitro (personaggio)
Nitro, il cui vero nome è Robert Hunter, è un supercriminale dei fumetti Marvel Comics, creato da Steve Englehart (testi) e Jim Starlin (testi e disegni). La sua prima apparizione avviene in Captain Marvel (prima serie) n. 34 (settembre 1974), pubblicato dalla Marvel Comics.

## Biografia del personaggio
Robert Hunter nasce a Scranton (Pennsylvania), ottiene il potere di causare esplosioni dopo essere stato modificato geneticamente dalla razza aliena Kree.
Ha causato la morte del guerriero Kree Capitan Marvel. Durante un loro combattimento, quest'ultimo è stato esposto a un gas che gli ha causato un cancro fatale.

### Civil War
A Stamford, nel Connecticut, i New Warriors per alzare gli indici d'ascolto del loro reality show irrompono nel covo utilizzato dall'Uomo Cobalto, Speedfreek, Coldheart e Nitro.
Per riuscire a sfuggire dal supergruppo, Nitro innesta i suoi poteri facendo saltare in aria una scuola nelle vicinanze causando la "Tragedia di Stamford". Questo evento porta all'approvazione dell'atto di registrazione dei superumani e alla successiva guerra civile.
Durante la guerra, Wolverine gli dà la caccia per consegnarlo a Namor, che vuole vendicare la cugina morta nell'esplosione a Stamford.

## Poteri ed abilità
Come risultato di una manipolazione dei Kree, Nitro può trasformare il suo corpo in uno stato gassoso ed esplodere con una forza pari a 160 kg di TNT. Egli può anche far esplodere singole parti del suo corpo, per esempio, può incanalare il suo potere esplosivo nelle mani prima di colpire, in modo da ottenere una grande forza d'impatto pari a 4,5 kg di TNT. Una volta esploso è capace di riassemblare il suo corpo e tornare integro. Questa capacità di riassemblamento funziona solo a seguito di un'esplosione indotta dal suo potere.

## Apparizioni
- Cage n. 3
- Captain Marvel n. 34
- Omega the Unknown n. 8
- Spectacular Spider-Man n. 55
- New Mutants n. 86
- Daredevil (seconda serie) n. 26
- Sub-Mariner n. 06
- Penance - Relentless n. 02, 05
- Wolverine e os X-Men (Wolverine and the X-Men) Ep. 8

## Altri media

### Televisione
- Nitro compare in Wolverine e gli X-Men.
- Nitro è comparso nella serie TV Agents of S.H.I.E.L.D. negli episodi dal nono al tredicesimo della quarta stagione nei panni di Terrence Shockley,[2] un soldato dei Watchdogs[3] (organizzazione anti Inumani). Terrence ottiene i suoi poteri spaccando un cristallo di terrigene.[4] Terrence Shockley diventa Nitro nel tredicesimo episodio della quarta stagione per poi essere ucciso da Quake[5] con i suoi poteri.

### Videogiochi
Nitro compare in:
- Marvel: La Grande Alleanza
- Marvel: La Grande Alleanza 2
- Marvel: Avengers Alliance